# Melithaea mertoni
Melithaea mertoni är en korallart som först beskrevs av Kükenthal 1909.  Melithaea mertoni ingår i släktet Melithaea och familjen Melithaeidae. Inga underarter finns listade i Catalogue of Life.